# デイヴィッド・リッジス
デイヴィッド・リッジス（David Ridges、1965年5月17日 - ）は、イギリス出身のモデル、俳優。ジュネス所属。
英語、フランス語、スペイン語、日本語、ドイツ語を話せる。

## 略歴
イギリス出身。1988年に22歳で来日する前から映画やテレビ番組に出演していた。
父親は経理マン、母親は科学者でイギリスのテレビ番組に出演したことがある。
母親と兄は大学の教師、祖父はイギリスの有名な高校の校長という教師の家庭である一方、父親のおじは多くのハリウッド映画に出演していた。
テレビ東京の子ども向け番組『ピラメキーノ』の英語講座のコーナー「だるだるイングリッシュ」で「ダルさん」を演じ、日本で知られるようになる。本人はイギリス出身であるが、「ダルさん」は米国ボストン出身という設定である。

## 出演

### ドラマ
- 仮面ライダーキバ 第3話・第4話（2008年1月27日 - 2009年1月18日、テレビ朝日系列） - 賞金首 役
- ロト6で3億2千万円当てた男（2008年7月4日 - 9月5日、テレビ朝日系列）
- 孤独のグルメ 2017お正月スペシャル～井之頭五郎の長い一日～（2017年1月2日、テレビ東京） - 料理人 役

### バラエティ
- ザ・ベストハウス123（2006年11月1日 - 2012年3月14日、フジテレビ系列）
- 人生が変わる1分間の深イイ話（2008年2月25日 - 2022年3月21日、日本テレビ系列）
- ピラメキーノ（2009年4月6日 - 2013年、テレビ東京） - 「だるだるEnglish」ダルさん 役
- WALKING EYES アルクメデス（2010年7月16日 - 9月24日、NHK総合テレビジョン） - 「ハリウッドリメイク予告編クイズ」バカボンのパパ 役
- ピラメキーノ640（2013年4月1日 - 2015年9月30日） - 「おはよう!だるだるEnglish」ダルさん 役
- 関ジャニ∞クロニクル（2015年5月16日 - 2020年3月28日、フジテレビ系列） - ミニコーナー「英会話伝言ゲーム」

### 映画
- ピラメキ子役恋ものがたり〜子役に憧れるすべての親子のために〜（2015年） - ダルさん 役
- スパイの妻（2020年） - イギリス人貿易商ドラモンド 役
- キャンドルスティック（2025年）[3]

### CM
- シック プロテクタースリー
- サントリー ボス
- WOWOW無料放送告知
- アロンアルフア
- リーバイス
- バドワイザー
- WAR OF THE VISIONS ファイナルファンタジー ブレイブエクスヴィアス 幻影戦争
  - 「あの人の年の瀬」編（2019年）
  - 「あの人の年越し」編（2019年）
  - 「あの人のお正月」編（2020年）

### ゲーム
- 1-2-Switch（2017年、任天堂）

### ミュージック・ビデオ
- Yacht.「What is missing?」（2008年）
- C;ON「Last Order」（2023年）

### その他
- トップハム・ハット卿（大井川鐵道 きかんしゃトーマスフェア他）